# Ralph Macchio
Ralph George Macchio Jr. (n. 4 noiembrie 1961, Huntington⁠(d), New York, SUA) este un actor american. Acesta este cunoscut pentru rolul lui Daniel LaRusso⁠(d) din seria de filme Karate Kid⁠(d) și din serialul de televiziune Cobra Kai⁠(d). De asemenea, a interpretat următoarele roluri: Johnny Cade în The Outsiders⁠(d), Jeremy Andretti în Eight Is Enough⁠(d), Bill Gambini în Cu vărul Vinny nu-i de glumit!, Eugene Martone în La răscruce de drumuri și Archie Rodriguez în Betty cea urâtă⁠(d).

## Biografie
Macchio s-a născut în Huntington, New York⁠(d). Este fiul lui Rosalie (născută DeSantis) și al lui Ralph George Macchio Sr., proprietarul unor spălătorii⁠(d) și a unei companii de tratare a apei reziduale⁠(d). Ralph are un frate mai mic pe nume Steven. Tatăl său este jumătate italian și jumătate grec, iar mama sa este de origine italiană. În timpul unei probe⁠(d) din 1980, Macchio a declart că familia lui era de loc din Napoli. În 1979, Macchio a absolvit Half Hollow Hills Central School District⁠(d) din Dix Hills, New York.
Macchio a început să ia lecții de dans⁠(d) la vârsta de trei ani și a fost descoperit de un agent de talente când avea 16 ani.

## Cariera
Macchio a fost ales să joace rolul lui Jeremy Andretti pentru un sezon în serialul de televiziune Eight Is Enough⁠(d). Următorul său rol a fost Johnny Cade în filmul Proscrișii⁠(d) din 1983. 
Datorită rolului din Proscrișii, a fost ales să-l interpreteze pe Daniel LaRusso în filmul de succes Karate Kid (1984). Și-a reluat rolul în următoarele două continuări ale sale - Karate Kid Part II (1986) și Karate Kid III⁠(d) (1989). În cadrul francizei, Macchio interpretează un „licean slăbănog care devine spaima bătăușilor” cu ajutorul mentorului său, profesorul de karate Myagi (interpretat de Pat Morita). Ca urmare a rolului din Karate Kid, Macchio a devenit „extrem de faimos”.
Macchio a apărut în filmul La răscruce de drumuri din 1986. În același an, actorul a jucat în reprezentația Cuba and His Teddy Bear pe Broadway, fiind coleg de distribuție cu Robert DeNiro. În 1992, a apărut alături de Joe Pesci și Marisa Tomei în celebrul film de comedie Cu vărul Vinny nu-i de glumit!, unde l-a interpretat pe Billy Gambini, acuzat pe nedrept de crimă într-un orășel din Alabama. În 1996, a jucat rolul protagonistului J. Pierrepont Finch în piesa de teatru muzical How to Succeed in Business Without Really Trying⁠(d), câștigătoare a premiului Tony în 1962, și a primit recenzii pozitive din partea criticilor.
În 2005, Macchio a jucat în serialul HBO Entourage⁠(d). Începând din octombrie 2008, a apărut în mai multe episoade din serialul de televiziune Betty cea urâtă în rolul politicianului local Archie Rodriguez. În noiembrie 2008, Macchio a fost plasat pe locul 80 în top 100 celor mai importante vedete adolescente de canalul de televiziune VH1.
Pe 20 septembrie 2010, Macchio l-a interpretat pe Carl Morelli într-o stage reading⁠(d) a piesei de teatru A Room of My Own de Charles Messina organizată de Bleecker Street Theatre. În februarie 2011, s-a dezvăluit că Macchio va concura în emisiunea Dancing with the Stars⁠(d) de la ABC. A fost eliminat în semifinale, clasându-se pe locul patru în cadrul competiției. Acesta a apărut în videoclipurile „Had Enough” și „I Think Bad Thoughts” ale formației canadiene Danko Jones⁠(d).
În aprilie 2012, Macchio a obținut un rol în filmul Hitchcock, inspirat de cartea de nonficțiune Alfred Hitchcock and the Making of Psycho⁠(d). Actorul l-a interpretat pe scenaristul Joseph Stefano⁠(d).

### Post-Karate KidșiCobra Kai
Macchio a apărut în videoclipul melodiei „Sweep the Leg” a formației No More Kings⁠(d). În iunie 2010, a apărut în scurtmetrajul online „Wax On, F*ck Off” al companiei Funny or Die⁠(d). În 2013, a apărut în Cum am cunoscut-o pe mama voastră. Unul dintre personajele principale ale serialului, Barney Stinson⁠(d), susține că adevăratul copil karatist din Karate Kid este Johnny Lawrence⁠(d), inamicul lui LaRusso, și nu personajul interpretat de Macchio.
Cu ocazia împlinirii a 30 de ani de la lansarea filmului Karate Kid în 2014, Macchio a declarat că deține în continuare De Luxe Ford-ul⁠(d) decapotabil primit de personajul său din partea mentorului Miyagi.
Începând din 2018, Macchio a reluat rolul lui Daniel LaRusso în Cobra Kai⁠(d), un serial de comedie-dramă și acțiune. Proiectul a fost difuzat inițial pe YouTube Red și s-a mutat ulterior pe Netflix. Serialul reexaminează povestea filmului din punctul de vedere al lui Johnny Lawrence. De asemenea, Macchio și William Zabka⁠(d) sunt producători executivi ai serialului.

## Viața personală
A făcut cunoștință cu viitoarea sa soție, Phyllis Fierro, prin intermediul bunicii sale când avea 15 ani. Cei doi s-au căsătorit pe 5 aprilie 1987 și au împreună doi copii. Fierro este asistentă medicală.
Macchio este fan al echipei de hochei New York Islanders și a fost prezentat drept căpitanul celebru al acesteia în seria de cărți de schimb⁠(d) Pro Set Platinum din 1991. În 2016, o figurină bobblehead⁠(d) cu actorul îmbrăcat în echipamentul echipei a fost lansată.
În 2022, Macchio și-a publicat memoriile Waxing On: The Karate Kid and Me   . Acesta examinează în carte moștenirea culturală a seriei de filme Karate Kid și a proiectului Cobra Kai.

## Filmografie

### Filme
| An   | Titlu                                     | Rol              | Note                  |
| ---- | ----------------------------------------- | ---------------- | --------------------- |
| 1980 | Up the Academy                            | Chooch Bambalazi |                       |
| 1982 | High Powder                               | Eddie            | Film de televiziune   |
| 1982 | Dangerous Company                         | Denny Brody      | Film de televiziune   |
| 1983 | The Outsiders                             | Johnny Cade      |                       |
| 1984 | The Karate Kid                            | Daniel LaRusso   |                       |
| 1984 | Teachers                                  | Eddie Pilikian   |                       |
| 1984 | The Three Wishes of Billy Grier           | Billy Grier      | Film de televiziune   |
| 1986 | Crossroads                                | Eugene Martone   |                       |
| 1986 | The Karate Kid Part II                    | Daniel LaRusso   |                       |
| 1988 | Distant Thunder                           | Jack Lambert     |                       |
| 1989 | The Karate Kid Part III                   | Daniel LaRusso   |                       |
| 1990 | Too Much Sun                              | Frank Jr.        |                       |
| 1992 | The Last P.O.W.: The Bobby Garwood Story  | Robert Garwood   | Film de televiziune   |
| 1992 | My Cousin Vinny                           | Bill Gambini     |                       |
| 1993 | Naked in New York                         | Chris            |                       |
| 1998 | Dizzyland                                 | N/A              | Scurtmetraj           |
| 1998 | The Secret of NIMH 2: Timmy to the Rescue | Timmy Brisby     | Voce, direct-to-video |
| 1999 | Can't Be Heaven                           | Hubbie Darling   |                       |
| 2000 | The Office Party                          | Sean             | Scurtmetraj           |
| 2001 | Popcorn Shrimp                            | Cop #2           | Scurtmetraj           |
| 2003 | A Good Night to Die                       | Donnie           |                       |
| 2006 | Beer League                               | Maz              |                       |
| 2009 | Rosencrantz and Guildenstern Are Undead   | Bobby Bianchi    |                       |
| 2010 | Wax On, F*ck Off                          | Ralph Macchio    | Scurtmetraj           |
| 2012 | Hitchcock                                 | Joseph Stefano   |                       |
| 2012 | Holiday Spin                              | Ruben            | Film de televiziune   |
| 2013 | He's Way More Famous Than You             | Ralph Macchio    |                       |
| 2014 | A Little Game                             | Tom              |                       |
| 2015 | Lost Cat Corona                           | Dominic          |                       |
| 2017 | Psych: The Movie                          | Nick Conforth    | Film de televiziune   |
| 2018 | A Dog and Pony Show                       | Aaron            |                       |

### Televiziune
| An        | Titlu                            | Rol                                          | Note                                                               |
| --------- | -------------------------------- | -------------------------------------------- | ------------------------------------------------------------------ |
| 1980–1981 | Eight Is Enough                  | Jeremy Andretti                              | 19 episoade                                                        |
| 1982      | CBS Afternoon Playhouse          | Tony Barnett                                 | Episodul: "Journey to Survival"                                    |
| 1999      | The Outer Limits                 | Dr. Neal Eberhardt                           | Episodul: "The Other Side"                                         |
| 2000      | Chicken Soup for the Soul        | Max                                          | Episodul: "Letters to Suzie"                                       |
| 2000      | Twice in a Lifetime              | Officer Dan Payello/Phillip Barbosa          | Episodul: "My Blue Heaven"                                         |
| 2005      | Entourage                        | Himself                                      | Episodul: "Aquamansion"                                            |
| 2007      | Head Case                        | Himself                                      | Episodul: "Ralph Macchio and Liz Phair"                            |
| 2008–2009 | Ugly Betty                       | Archie Rodriguez                             | 11 episoade                                                        |
| 2010      | Law & Order: Criminal Intent     | Louis Marciano                               | Episodul: "Inhumane Society"                                       |
| 2010      | Psych                            | Nick Conforth                                | Episodul: "We'd Like to Thank the Academy"                         |
| 2011      | The Whole Truth                  | Frankie Berlito                              | Episodul: "Lost in Translation"                                    |
| 2011      | Dancing with the Stars           | Himself (contestant)                         | Locul IV (17 episoade)                                             |
| 2012      | Happily Divorced                 | Frankie                                      | Episoadele: "Two Guys, a Girl and a Pizza Place" (Partea 1 & 2)    |
| 2013      | Robot Chicken                    | Daniel LaRusso, Colonel Steven Shay, Janitor | Voce, episodul: "Caffeine-Induced Aneurysm"                        |
| 2013      | How I Met Your Mother            | Himself                                      | Episodul: "The Bro Mitzvah"                                        |
| 2014      | Psych                            | Logan Phelps                                 | Episodul: "Remake A.K.A. Cloudy... With a Chance of Improvement"   |
| 2016      | Comedy Central Roast of Rob Lowe | Himself/roaster                              | Television special                                                 |
| 2017–2019 | The Deuce                        | Officer Haddix                               | 17 episoade                                                        |
| 2017      | Whose Line Is It Anyway?         | Himself                                      | Invitat (Sezonul 13, episodul 8)                                   |
| 2018      | Kevin Can Wait                   | Alviti                                       | 2 episoade: "The Smoking Bun" și "Phat Monkey"                     |
| 2018      | Conan                            | Himself                                      | Episodul: "Conan Without Borders: Japan"; videoclip preînregistrat |
| 2018–2025 | Cobra Kai                        | Daniel LaRusso                               | Rol principal continuare a seriei de filme Karate Kid              |

### Teatru
| An        | Piesa de teatru                                  | Rol                 | Teatru             |
| --------- | ------------------------------------------------ | ------------------- | ------------------ |
| 1986      | Cuba and his Teddy Bear                          | Teddy               | The Public Theater |
| 1996–1997 | How to Succeed in Business Without Really Trying | J. Pierrepont Finch | turneu național    |